# هلموت هامان
هلموت هامان (آلمانی: Helmut Hamann; ۳۱ اوت ۱۹۱۲ – ۲۲ ژوئن ۱۹۴۱) دونده سرعت اهل آلمان بود.